# 布雷肯里奇縣 (肯塔基州)
布雷肯里奇縣（英語：Breckinridge County）是美國肯塔基州北部的一個縣，北隔俄亥俄河與印地安納州相望。面積1,483平方公里。根据美國2000年人口普查，共有人口18,648人。縣治哈丁斯堡 （Hardinsburg）。
縣政府成立於1799年12月9日。縣名紀念聯邦參議員、司法部長約翰·布雷肯里奇 （John Breckinridge）。本縣為一禁酒的縣。